# Rishod Sobirov
Rishod Sobirov (Russisch: Ришод Собиров; (Burbogi, 11 september 1986) is een Oezbeeks judoka. Hij won een bronzen medaille in de gewichtsklasse mannen tot 60 kg op de Olympische Spelen 2008, en herhaalde die prestatie vier jaar later in Londen. Hij deelde die eer met de Braziliaan Felipe Kitadai.

## Erelijst

### Olympische Spelen
- 2008 – Peking, China (– 60 kg)
- 2012 – Londen, Verenigd Koninkrijk (– 60 kg)
- 2016 – Rio de Janeiro, Brazilië (– 66 kg)

### Wereldkampioenschappen
- 2010 – Tokio, Japan  (– 60 kg)
- 2011 – Parijs, Frankrijk (– 60 kg)
- 2015 - Astana, Kazachstan (-66 kg)

### Aziatische Spelen
- 2010 – Guangzhou, China (– 60 kg)

### Aziatische kampioenschappen
- 2007 – Koeweit, Koeweit (– 60 kg)
- 5de 2008 – Jeju, Zuid-Korea (– 60 kg)
- 2009 – Taipei, Taiwan (– 60 kg)